# Yuscarán (departementshuvudort)
Yuscarán är en departementshuvudort i Honduras.   Den ligger i departementet El Paraíso, i den södra delen av landet, 40 km öster om huvudstaden Tegucigalpa. Yuscarán ligger 958 meter över havet och antalet invånare är 2 371.
Terrängen runt Yuscarán är lite bergig, och sluttar österut. Runt Yuscarán är det ganska glesbefolkat, med 30 invånare per kvadratkilometer. Närmaste större samhälle är Morocelí, 19,2 km norr om Yuscarán. 